# Świat Czarownic (powieść)
Świat Czarownic (tyt. oryg. Witch World) – pierwsza część cyklu fantasy pod tym samym tytułem autorstwa Andre Norton. Po raz pierwszy opublikowana przez amerykańskie wydawnictwo Ace Books w 1963 roku. W Polsce pierwotnie opublikowana w częściach w "Fantastyce" w 1983 r., wydanie książkowe ukazało nakładem oficyny ”Amber” w 1990 roku.
Powieść opowiada o przygodach byłego wojskowego, Amerykanina Simona Tregartha, który kilka lat po II wojnie światowej, prowadząc nielegalne interesy, naraża się wpływowej osobie w świecie przestępczym. Dzięki słono opłaconej pomocy dr. Jorge Petroniusa, dysponującego dostępem do tajemniczego artefaktu zwanego Niebezpiecznym Tronem, przenosi się do równoległego świata i od razu staje naprzeciw niebezpieczeństwa nie mniej groźnego niż to, przed którym uciekł. To niebezpieczne miejsce okazuje się być światem, w którym obecna jest dostępna wyłącznie dla kobiet magia – Światem Czarownic.

## Nagrody
- Powieść była nominowana do nagrody Hugo w roku 1964.[1]